# SN 1998ff
SN 1998ff – supernowa odkryta 28 września 1998 roku w galaktyce A223249-6034. W momencie odkrycia miała maksymalną jasność 25,30m.